# Bijitâ Q
Bijitâ Q (em japonês:  ビジターQ; bra: Visitor Q; prt: O Sr. Q) é um filme japonês de 2001, dos gêneros drama, comédia e horror, realizado por Takashi Miike.[carece de fontes?]

## Prémios
- Prémio de melhor filme asiático no Festival FanTasia em 2001[carece de fontes?]
- Menção honrosa no Festival de Cinema Fantástico da Suécia em 2001[carece de fontes?]
- Prémio de melhor realizador nos Japanese Professional Movie Awards em 2002[carece de fontes?]